# 2-й Куликовский переулок
2-й Куликовский переулок — улица в Одессе, в исторической части города, проходит от Пироговской до Семинарской улицы.

## История
Название переулка, как и близлежащих 1-го Куликовского (ныне — Катаева) переулка и площади Куликово поле, связано с фамилией местных землевладельцев — помещиков Куликовских.

## Достопримечательности

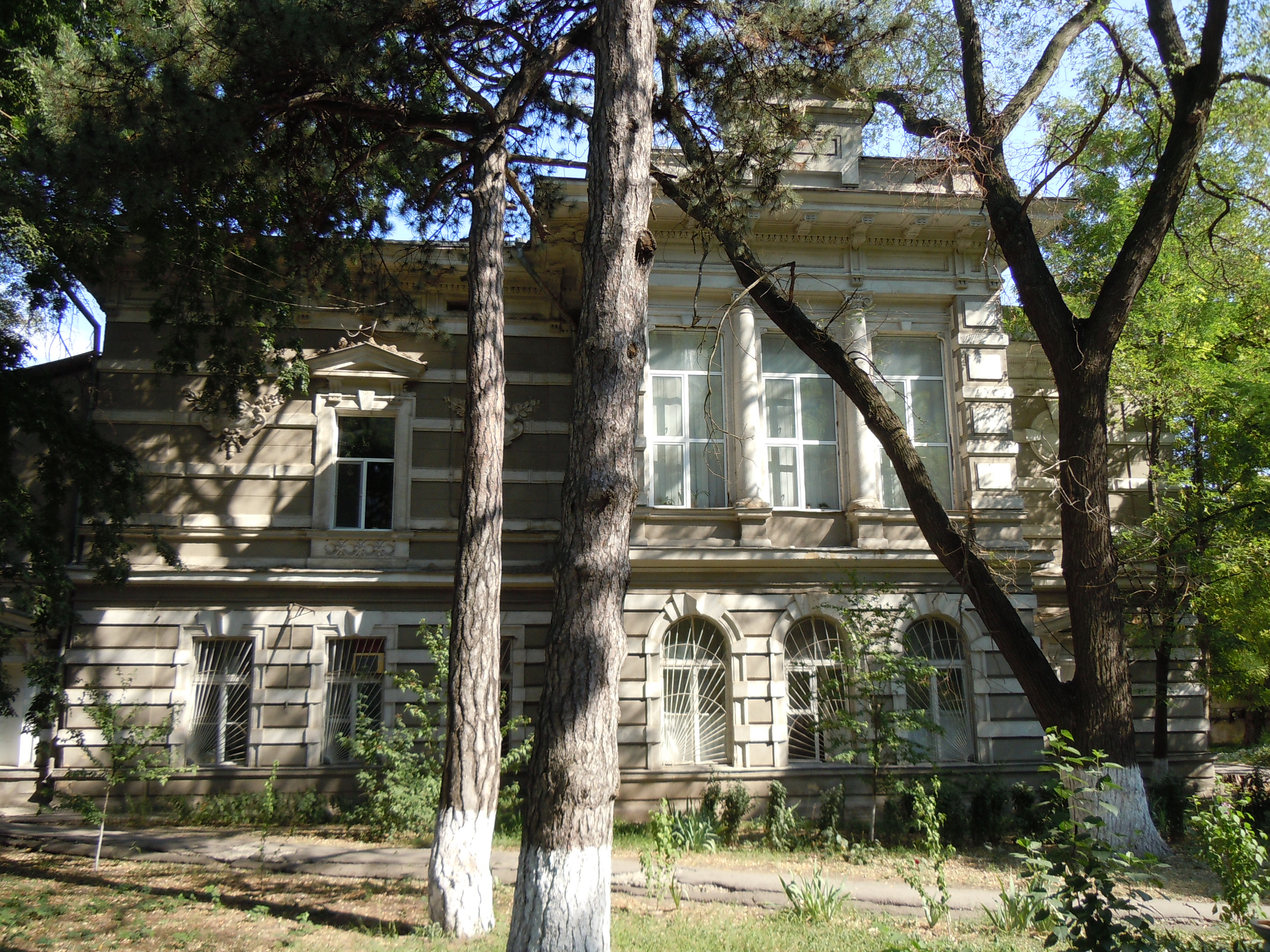
д. 4

д. 4 — бывший особняк Зелёного